# Macromusonia conspersa
Macromusonia conspersa es una especie de mantis de la familia Thespidae.

## Distribución geográfica
Se encuentra en  Colombia y Perú.